# OBS 스페셜
《OBS 스페셜》은 2010년 10월 12일부터 2017년 3월 11일까지 시사/교양 정보 프로그램이다.